# Mordella inconspicua
Mordella inconspicua là một loài bọ cánh cứng trong họ Mordellidae. Loài này được Lea miêu tả khoa học năm 1895.